# São Paulo Challenger 1981
Il São Paulo Challenger 1981 è stato un torneo di tennis facente parte della categoria ATP Challenger Series nell'ambito dell'ATP Challenger Series 1981. Il torneo si è giocato a San Paolo in Brasile dal 19 al 25 gennaio 1981 su campi in terra rossa.

## Vincitori

### Singolare
Carlos Kirmayr ha battuto in finale  Ricardo Cano con il punteggio di 6–4, 6–2

### Doppio
David Carter /  Paul Kronk hanno battuto in finale  Ángel Giménez /  Jairo Velasco Sr con il punteggio di 6–1, 7–6